# San Pedrito, Querétaro Arteaga
San Pedrito är en ort i Mexiko.   Den ligger i kommunen Huimilpan och delstaten Querétaro Arteaga, i den centrala delen av landet, 160 km nordväst om huvudstaden Mexico City. San Pedrito ligger 2 525 meter över havet och antalet invånare är 495.
Terrängen runt San Pedrito är huvudsakligen kuperad, men söderut är den platt. Runt San Pedrito är det ganska tätbefolkat, med 78 invånare per kvadratkilometer. Närmaste större samhälle är Huimilpan, 8,0 km nordost om San Pedrito. I omgivningarna runt San Pedrito växer huvudsakligen savannskog.